# Apeomyoides savagei
Apeomyoides savagei és una espècie extinta de rosegador que va viure durant el Miocè als actuals Estats Units. Es tracta de l'única espècie coneguda del gènere Apeomyoides. Només és coneguda a través d'una fragments de mandíbules i dents aïllades trobat a Nevada i datades de principis del Barstovià, al voltant de fa entre 15 i 16 milions d'anys. Juntament amb altres espècies de localitats disperses dels Estats Units, Japó i Europa, el gènere Apeomyoides ha estat classificat dins la subfamília dels apeomins de la família extinta dels eòmids. Els apeomins són un grup estrany encara que àmpliament distribuït que podia haver estat adaptat a un hàbitat relativament sec.
Com era característic dels apeomins, Apeomyoides fou un eòmid de mida gran amb una corona alta als queixals i una gran separació entre els incisius i els queixals. A més, les premolars i els molars s'acosten a un patró bilofodont, amb dues crestes diferents. Altres característiques que distingeixen Apeomyoides d'altres apeomins, inclouen la forma rectangular dels queixals. La quarta premolar inferior (p4) és més grossa que les molars posteriors i té dues arrels, mentre que les molars inferiors en tenen tres.

## Descripció
Apeomyoides savagei és un eòmid de mida gran, encara que no com les espècies Megapeomys lindsayi i M. bobwilsoni. A. savagei mostra una sèrie de trets que són característics dels apeomins: queixals amb un corona alta i un esmalt dental estret amb un patró de forma de bilofodont (dividit en dues crestes) i un gran diastema entre els incisius inferiors i el queixals. No obstant això, els queixals tenen una corona més elevada que la d'altres apeomins, entre els quals es troben les espècies dels gèneres Apeomys, Megapeomys i Arikareeomys, que són de forma rectangular, mentre que altres apeomins tenen dents amb forma de barril. El material conegut pertanyen al gènere Apeomyoides està format per una sèrie de mandíbules inferiors fragmentades i queixals. La longitud del primer i segon molar (m1 i m2) varien entre 1.74 i 2.58 mm, amb una amplada que varia entre 2.08 i 2.33 mm.
El quart premolar superior (P4) no ha estat registrat, encara que s'ha trobat una dent precursora (DP4). Aquesta es caracteritza per tenir quatre cúspides (protocon, paracon, hipocon i metacon) i crestes (protolof, mesolof, metalof i posterolof), separats per valls. El primer i segon molar superior (M1 i M2) són més quadrats i semblants en mida i estructura al precursor del quart premolar (DP4). Un lof addicional incomplet, ectolof, és present al primer i segon molars del gènere Apeomyoides, encara que són més prominents en altres espècies (Megapeomys bobwilsoni) i gèneres (Arikareeomys).
El quart premolar inferior (p4) i el del primer al tercer molar (m1–m3) són dents de corona elevada. Com les dents de la mandíbula superior, tenen quatre cúspides, quatre crestes i tres valls. Els queixals inferiors manquen de lof addicional, l'ectolof, present en el gènere Arikareeomys. El quart premolar inferior és més gran que cap altre molar i més llarg que ample. Entre els molars, els dos primer no difereixen gaire entre ells i són gairebé tan amples com llargs, emtre que el tercer molar és lleugerament més petit i la seva part posterior és més arrodonida i estreta. La quart vall, situada a la part posterior de la dent, entre l'hipolofit i el posterlofit, és més tancada en els marges, a diferència de Megapeomys bobwilsoni que la té més oberta. La quart vall també s'obre cap a la tercera vall situada en una posició central. Aquest obertura és absent en el gènere Arikareeomys. Hi ha dues arrels en el quart premolar i tres en cadascun dels molars, menys que en l'espècie Megapeomys bobwilsoni, la qual presenta tres arrels en al quart premolar i quatre en els molars.
A la mandíbula, el diastema és molt ampli i l'incisiu es projecta cap endavant, el qual distingeix Apeomyoides de la major part dels eòmids amb l'excepció del gènere Megapeomys.

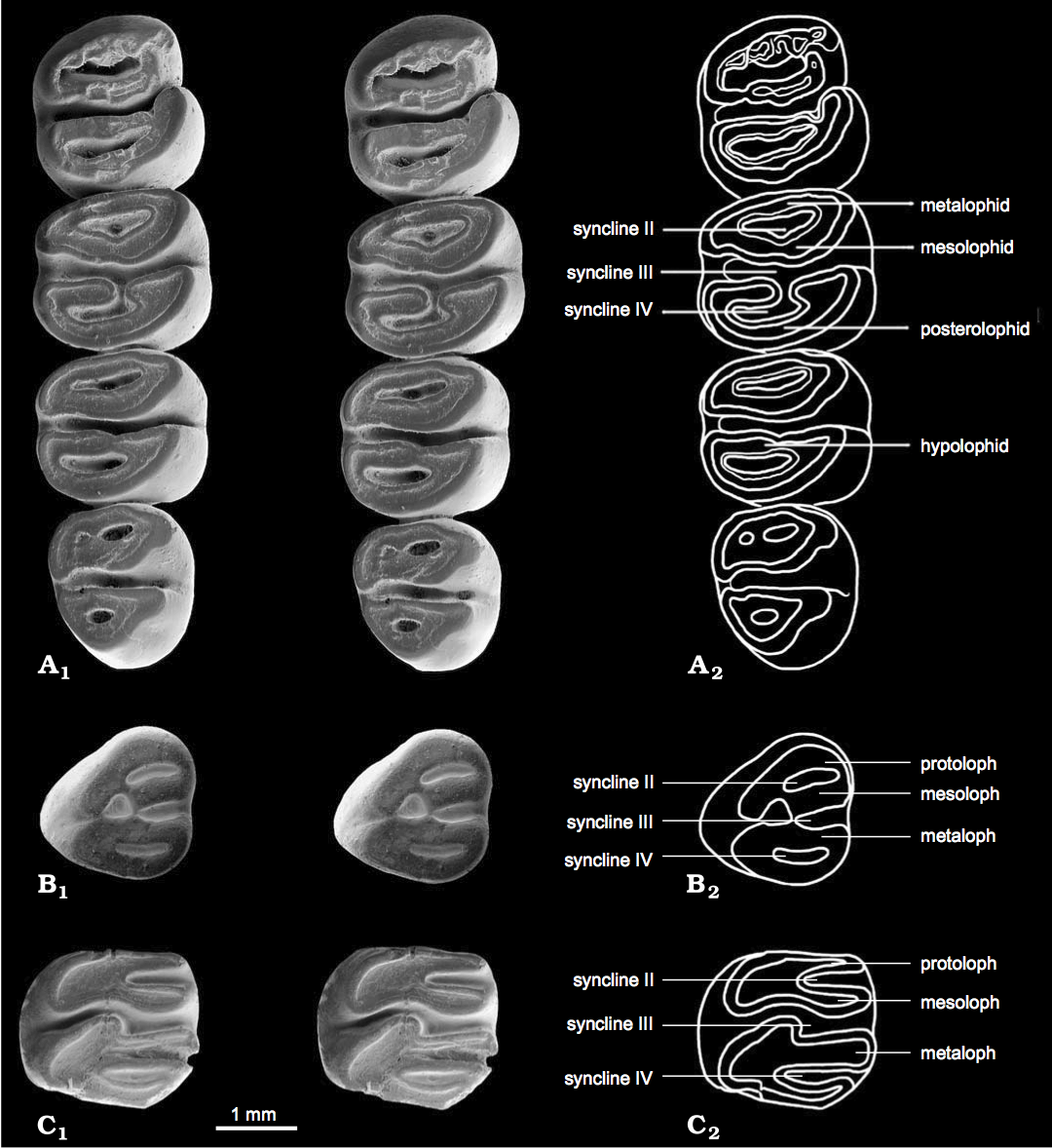
Queixals de Apeomyoides savagei vistos des de dalt. A, del quart premolar al tercer molar drets del holotip. B, premolar de llet esquerre. C, primer o segon molar.

## Distribució i història natural
Apeomyoides savagei és originari del Comtat de Churchill, a Nevada. Està datat de principis del Barstovià, fa al voltant d'entre 15 i 16 milions d'anys. Això converteix el gènere Apeomyoides en l'apeomí conegut més jove, i la seva aparició ajuda a omplir un buit en la distribució geogràfica del apeomins nord-americans entre Megapeomys bobwilsoni a Nevada i el gènere Arikareeomys a Nebraska. Altres eòmids descoberts inclouen espècies dels gèneres Leptodontomys i Pseudotheridomys.

## Taxonomia
Apeomyoides és un gènere dels eòmids, una família diversa de rosegadors actualment extinta. Els eòmids van aparèixer a mitjans de l'Eocè (aproximadament fa 47 milions d'anys) a Nord-amèrica, on van viure fins a finals del Miocè (aproximadament fa 5 milions d'anys). A Europa, van sobreviure més temps, fins a finals del Pliocè (fa entre 2 i 3 milions d'anys). Apeomyoides és part d'un subgrup d'eòmids coneguts com els apeomins. El primer apeomí descobert fou l'espècie Apeomys tuerkheimae, catalogada el 1968 basant-se en restes fòssils de principis del Miocè trobades a Alemanya. Posteriors descobriments han ampliat la varietat del gènere Apeomys i taxons propers. El 1998, Oldřich Fejfar i col·legues van revisar el gènere Apeomys i van identificar un segon gènere relacionat, el gènere Megapeomys, datat de principis del Miocè i trobat a Alemanya, la República Checa i al Japó. Aquests científics també van descriure i una nova subfamília d'eòmids, els apeomins, per encabir els gèneres Apeomys i Megapeomys. El 2011, el japonès Megapeomys fou descrit com una espècie separada, Megapeomys repenningi. A Nord-amèrica s'han descrit altres apeomins com Megapeomys bobwilsoni del Hemingfordià de Nevada, Apeomyoides savagei del Barstovià de Nevada, Zophoapeomys indicum de finals de l'Oligocè de Dakota del Sud, i una possible segona espècie del gènere Zophoapeomys de finals de l' Oligocè, trobada a Nebraska. Un altre apeomí nord-americà, Arikareeomys skinneri, datat de l'Arikareeà de Nebraska, ha estat reidentificat com a apeomí.
En general, els apeomins són un grup estès encara que són un grup generalment rar d'eòmids pel que fa a la dentadura, amb una tendència cap a mides grans. Fejfar i col·laboradors van suggerir que els apeomins eren ecològicament diferents d'altres eòmids i que probablement preferien hàbitats més secs. Malgrat que altres científics van reconèixer els Apeomins com a subfamília, el 2008 Lawrence Flynn va situar al grup com la tribu dels Apeominins, dins la subfamília Eomyinae. Flynn descrigué Apeomyoides com l'apeomí amb un caràcter més sinapomòrfic.
Apeomyoides savagei fou descrit com a gènere i espècie per Kent Smith, Richard Cifelli i Nicholas Czaplewski el 2006. El nom del gènere, Apeomyoides, conté el sufix grec -ides, per indicar semblança el gènere Apeomys, mentre que el nom específic, savagei, ret homenatge a Donald E. Savage pel seu treball sobre mamífers fòssils i la col·laboració amb Smith. En el mateix document, aquests científics van donar arguments a favor de les afinitats del gènere Arikareeomys amb els apeomins.